# System hok/sok
System hok/sok (z ang. host killing/suppressor of killing) – przykład systemu pozwalającego na „przeżycie” plazmidu, to znaczy utrzymanie przy życiu tylko bakterii go mających a zabicie tych, które go utraciły. System ten występuje na plazmidzie R1 w pałeczkach okrężnicy. Mechanizm działania tego systemu jest posegregacyjny.

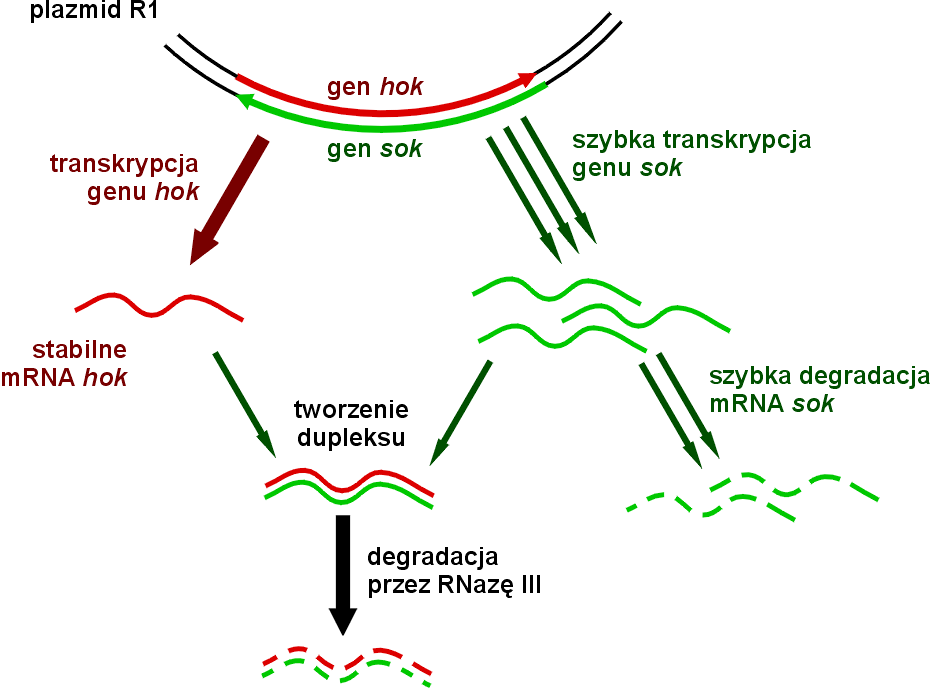
Mechanizm działania systemu hok/sok w obecności plazmidu R1

## Mechanizm trucizny i odtrutki
Na plazmidzie R1 obecne są dwa geny: hok (host killing) oraz sok (suppressor of killing). Geny te leżą naprzeciw siebie, w tym samym obszarze DNA, a więc są do siebie komplementarne. Oba geny ulegają transkrypcji, przy czym gen sok znacznie szybciej. W ten sposób komórka produkuje znacznie więcej mRNA genu sok. W komórce powstaje jednak równowaga mRNA obu genów, gdyż mRNA hok jest stabilne, a mRNA genu sok ulega szybkiej degradacji. Ponieważ oba geny są kodowane przez komplementarne nici DNA, powstające mRNA są do siebie również komplementarne, przez co z łatwością tworzą dupleksy (czyli dwuniciowe RNA). Struktury te są rozpoznawane przez RNazę III i degradowane. Podsumowując, w obecności plazmidu R1 w komórce bakteryjnej dochodzi do ciągłego powstawania i degradacji mRNA genów hok i sok.

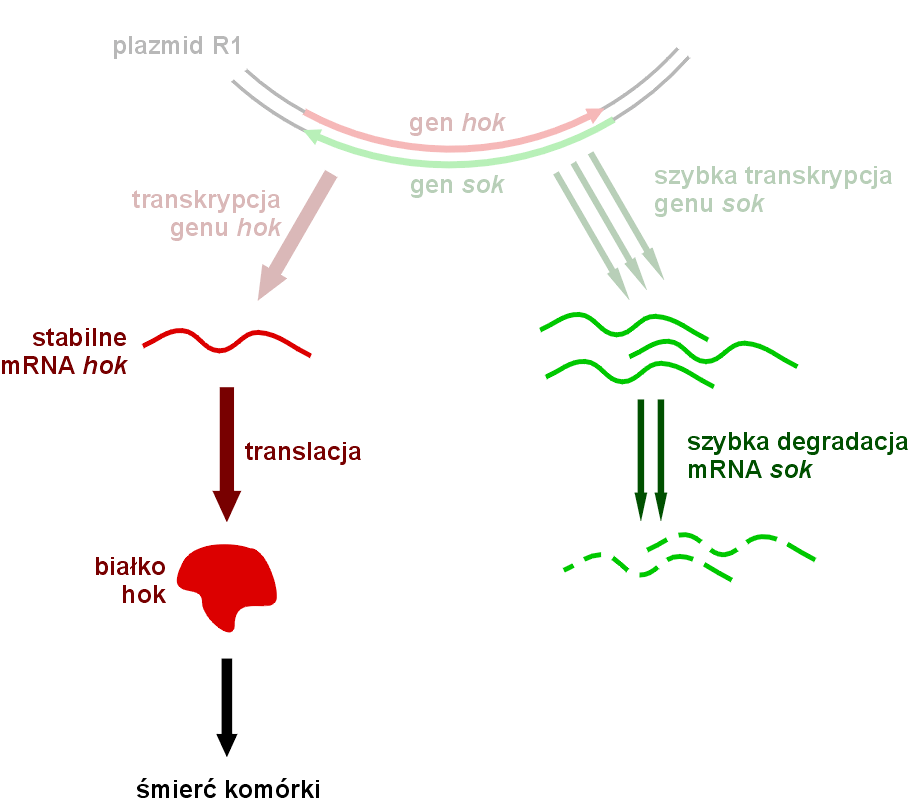
Mechanizm działania systemu hok/sok po tym, jak w komórce bakteryjnej zabrakło plazmidu R1

## Mechanizm śmierci posegregacyjnej
Jeśli po podziale komórki bakterii jedna z komórek potomnych nie otrzyma kopii plazmidu, wówczas następuje szybka degradacja mRNA sok, natomiast stabilne mRNA hok pozostaje obecne w komórce. Na matrycy mRNA hok powstaje białko depolaryzujące błonę komórkową bakterii, co doprowadza do jej śmierci. Z tego względu mechanizm działania tego plazmidu określa się jako posegregacyjny.